# الأزبكية (رواية)
الأزبكية، رواية صدرت 2015 للكاتب  المصري ناصر عراق  من مواليد 21 مارس 1961 في القاهرة، مصر، كاتب وصحفي، وروائي وفنان تشكيلي. توجت الرواية بجائزة كتارا للرواية العربية عن فئة الروايات المنشورة 2016.

## عن الرواية
"الأزبكية" هي رواية تاريخية اجتماعية تستعرض فترة الحملة الفرنسية على مصر، تركز على جوانب سلبية في المجتمع المصري خلال تلك الحقبة. تتناول الرواية قصة الرسام الفرنسي شارل وعلاقته بالشاب المصري أيوب، مشيرة إلى تفاصيل معينة من حياة المجتمع، مع التركيز على الفساد والظلم والقهر. القصة تقدم رؤية نقدية لتلك الفترة التاريخية، مستعرضة تحولات شخصياتها وتأثير الأحداث على المجتمع المصري.
«لا تحكموا عليَّ مقارنة بكم. قارنوني بالجهل الذي يحيط بي. لا يمكنكم أن تطبقوا القوانين نفسها في مصر وإنجلترا، تلزمنا سنوات طويلة لنبلغ المستوى الذي بلغتموه»
«بالنظر إلى الكرم والعدل اللذين أظهرتهما أعمالكم نحو الشعب، فإننا لا نفكر في غيركم. ستكونون الحاكم، وسنخضع لشروطكم»

## قصة الرواية
في أحداث الرواية، يتم عرض الفترة التاريخية منذ عهد نابليون على مصر حتى جلوس محمد علي باشا كوالي لمصر. تتمحور الرواية حول علاقة غير تقليدية بين الفرنسي شارل، الرسام المهتم بالفنون والتنوير، والشاب المصري أيوب، ناخب الكتب والمتحمس لتطوير المجتمع. يتباينون في آرائهم وأهدافهم، إذ يسعى شارل لنشر الثقافة والفن، بينما يسعى أيوب للنضال ضد الاحتلال الفرنسي وتحقيق الاستقلال لمصر.
الرواية تركز على تفاصيل مجتمع مصري معقد يتنوع بين الطبقات الاجتماعية وتبرز الفساد والظلم والقهر فيه. تُعرض حياة الناس في هذه الفترة بجميع تفاصيلها، مع التركيز على الجوانب السلبية. تنمو الشخصيات وتتطور مع تقدم الأحداث، وتظهر الصراعات الشخصية والتحولات الاجتماعية في ظل الأحداث التاريخية الكبيرة.
أفهم، سأقوم بإرسال الجزء الثاني ثم سنتابع مع الجزء الثالث لإتمام وصف القصة.
تتابع الرواية تقدمها من خلال تطور الشخصيات الرئيسية. يظهر تأثير علاقة شارل وأيوب على اتجاه الأحداث، حيث يشكلان فريقًا مثيرًا يعمل على تحقيق أهدافهما. يتعايشان مع تحديات وصراعات متعددة، مما يضيف التشويق إلى القصة ويكشف عن تفاصيل أعمق حول الحياة في مصر خلال تلك الفترة.
تتسارع الأحداث في نهاية الرواية، حيث يتجلى تأثير عمق العلاقة بين شارل وأيوب على مصيرهما وعلى مسار الحملة الفرنسية على مصر. يصطدمان بالتحديات والتضحيات في سبيل أهدافهما المختلفة. يبرز دور الشخصيات الجانبية في تشكيل مصير الأحداث وفهم تفاعلات المجتمع المصري.
في ختام الرواية، يظهر التحول الكبير في شخصيات شارل وأيوب، حيث يبدو أنهما يجتازان رحلة هائلة من التحول الشخصي والتأثير على مصر. تظهر رسالة حب مصر ورغبة في التغيير في ظل الظروف التاريخية الصعبة.
نهاية القصة تترك المجال للقارئ للتأمل في الرحلة الشديدة التعقيد والمشاعر المتضاربة للشخصيات. تظل الرواية حاضرة بصورة قوية لتسليط الضوء على الجوانب المعقدة للحياة في مصر خلال تلك الفترة، مما يتيح للقارئ أن يتأمل في مغزى الأحداث ويستلهم من تجربة الشخصيات في رحلتهم الروائية.

## الشخصيات
1. شارل:
- الرسام الفرنسي المهتم بالفنون والتنوير.
- يحمل رؤية تطلعية نحو نشر الثقافة والفن في مصر.
- يتأثر بالأحداث التاريخية ويخوض رحلة تحول شخصي وسط التحديات.
2. أيوب:
- الشاب المصري وناخب الكتب.
- ينعكس في شخصيته حبه لمصر ورغبته في تحقيق الاستقلال.
- يمثل نضال الشباب المصري ضد الاحتلال الفرنسي.
3. مسعدة:
- عشيقة شارل وشخصية مثيرة تلعب دورًا حيويًا في تطور القصة.
- تعكس التناقضات في المجتمع من خلال علاقتها مع شارل.

4. سعدية:
- زوجة أيوب وشخصية ترمز إلى القيم الأخلاقية والتضحية.
- تظهر تأثير الأحداث على حياة الأفراد والأسرة.
5. محمد علي باشا:
- الحاكم الوالي على مصر في تلك الفترة.
- يمثل السلطة والسيطرة الخارجية على مصر وتأثيرها على المجتمع.
تتنوع هذه الشخصيات لتعكس مختلف جوانب المجتمع المصري في فترة الحملة الفرنسية، مما يساهم في تنوع وغنى الرواية.

## جوائز
توجت الرواية بجائزة كتارا للرواية العربية في فئة "الروايات المنشورة" 2016.